# A Big Bold Beautiful Journey
A Big Bold Beautiful Journey is een toekomstige Amerikaanse romantische fantasyfilm, geregisseerd door Kogonada. De hoofdrollen worden vertolkt door Margot Robbie, Colin Farrell, Kevin Kline en Phoebe Waller-Bridge.

## Verhaal
David rijdt naar een bruiloft in zijn oude auto, die is uitgerust met een eigenzinnig gps-systeem. Daar ontmoet hij Sarah, die hij op de terugweg weer tegenkomt wanneer zijn auto hem naar haar kapotte auto navigeert. De AI-stem van de auto vraagt hem of hij een grote, uitdagende en mooie reis wil maken, en David en Sarah gaan er samen op uit.

## Rolverdeling
| Acteur               | Personage     |
| -------------------- | ------------- |
| Margot Robbie        | Sarah         |
| Colin Farrell        | David         |
| Kevin Kline          |               |
| Phoebe Waller-Bridge |               |
| Lily Rabe            | Sarahs moeder |
| Jodie Turner-Smith   |               |
| Billy Magnussen      |               |
| Sarah Gadon          |               |
| Chloe East           |               |
| Hamish Linklater     |               |

## Productie
In december 2020 werd het scenario van A Big Bold Beautiful Journey, geschreven door Seth Reiss, opgenomen in de jaarlijkse Black List. In februari 2024 werd aangekondigd dat Kogonada de film zou regisseren en Reiss zou produceren met Margot Robbie en Colin Farrell in gesprek om de hoofdrollen te spelen. Later die maand meldde Deadline dat Sony Pictures een deal ter waarde van 50 miljoen Amerikaanse dollars had gesloten met de "European Film Market" voor de film. In april 2024 voegden Lily Rabe, Jodie Turner-Smith, Phoebe Waller-Bridge en nieuwkomer Lucy Thomas zich bij de cast.
De filmopnames gingen van start in april 2024 in Californië. In mei voegden Billy Magnussen, Sarah Gadon, Hamish Linklater, Brandon Perea, Yuvi Hecht, Calahan Skogman, Chloe East, Jacqueline Novak en Jennifer Grant zich bij de cast.

## Release
A Big Bold Beautiful Journey staat gepland om op 19 september 2025 in première te gaan in de Amerikaanse bioscopen. De release stond eerder gepland voor 9 mei 2025.